# Rabotschaja gaseta
Rabotschaja gaseta (russisch Рабочая газета; deutsch Arbeiterzeitung) ist der Name einer Tageszeitung, die das Zentralorgan der menschewistischen Partei in Russland war.
Die Rabotschaja gaseta erschien in Petrograd (Sankt Petersburg) vom 7. Märzjul. / 20. März 1917greg. bis zum 30. November / 13. Dezember 1917. Die Zeitung nahm die Position der Vaterlandsverteidigung ein, unterstützte die Provisorische Regierung und kämpfte gegen die bolschewistische Partei.
Sie nahm gegen Oktoberrevolution und die Errichtung der Sowjets eine entschiedene Stellung ein. Bald nach der Machtübernahme durch letztere wurde sie auf Beschluss des Petrograder Revolutionären Militärkomitees verboten. Später erschien sie einige Zeit unter den Titeln Sarja, Klitsch, Plamja, Fakel, Nowy lutsch und anderen.